# Wakamatha tasselii
Wakamatha tasselli is een uitgestorven roofbuideldier uit het Mioceen van Australië. Het is de enige soort in het geslacht Wakamatha en een van de vroegste vertegenwoordigers van de familie der echte roofbuideldieren (Dasyuridae).